# مهرجان القلعة الدولي للموسيقى والغناء
مهرجان القلعة الدولي للموسيقى والغناء هو مهرجان موسيقي يقام كل عام في قلعة صلاح الدين الأيوبي أو دار الأوبرا بمدينة القاهرة، مصر. تشمل الفعاليات عروضاً لنخبة من نجوم الموسيقى والغناء في مصر والوطن العربى إضافة إلى عدد من الفرق الأجنبية.